# 22947 Carolsuh
22947 Carolsuh è un asteroide della fascia principale. Scoperto nel 1999, presenta un'orbita caratterizzata da un semiasse maggiore pari a 2,3995688 UA e da un'eccentricità di 0,1369929, inclinata di 1,82820° rispetto all'eclittica.